# August (Schleswig-Holstein-Sonderburg-Beck)
August von Schleswig-Holstein-Sonderburg-Beck (* 13. Februar 1652; † 26. September 1689 bei Bonn) war ein deutscher Herzog und seit 1675 der zweite Herzog aus der Oldenburgischen Nebenlinie Schleswig-Holstein-Sonderburg-Beck.

## Leben
August war der erste Sohn von Herzog August Philipp (1612–1675) und Marie Sibylle Gräfin von Nassau-Saarbrücken (1628–1699). Es folgten noch vier Söhne und vier Töchter, die das Erwachsenenalter erreichten. August Philipp war der fünfte Sohn Herzog Alexanders von Sonderburg und Enkel des Begründers der Oldenburgischen Nebenlinie Schleswig-Holstein-Sonderburg, Johann des Jüngeren.
August heiratete 1676 Hedwig Luise, Gräfin zur Lippe-Alverdissen (1650–1731), Tochter Philipp I. von Lippe-Alverdissen, Stammvater des Hauses Schaumburg-Lippe. Sie hatten einen Sohn, Friedrich Wilhelm (1682–1719), verheiratet mit Maria di Sanfre und eine Tochter Dorothea Henriette von Schleswig-Holstein-Sonderburg-Beck (1678–1750).
Der Stammsitz Beck (Löhne-Ulenburg) lag im Fürstentum Minden, das seit 1648 im Besitz des Kurfürstentums Brandenburg war. Brandenburg hatte durch den Ausbau seines Heeres großen Bedarf an Soldaten und Offizieren. Zur Erlangung eines Offizierranges war adelige Geburt wichtigste Voraussetzung. Deshalb lag es für die Söhne aus adeligem Hause nahe, die Offizierslaufbahn einzuschlagen. August wurde Generalmajor im Brandenburgischen Heer. Er starb 1689 an der Ruhr. Sein Sohn Friedrich Wilhelm I. folgte ihm als Herzog von Schleswig-Holstein-Sonderburg-Beck nach.